# Sả cổ hung
Sả cổ hung (danh pháp hai phần: Actenoides concretus) là một loài chim thuộc họ Sả (Alcedinidae), có tài liệu xếp vào họ Bồng chanh (Alcedinidae).
Sả cổ hung được tìm thấy ở Brunei, Indonesia, Malaysia, Myanmar, Singapore, và Thái Lan. Môi trường sinh sống tự nhiên của nó là rừng đất thấp ẩm nhiệt đới và cận nhiệt đới, rừng núi cao ẩm nhiệt đới và cận nhiệt đới. Nó bị đe dọa mất nơi sống.